# Stokkenoorlog

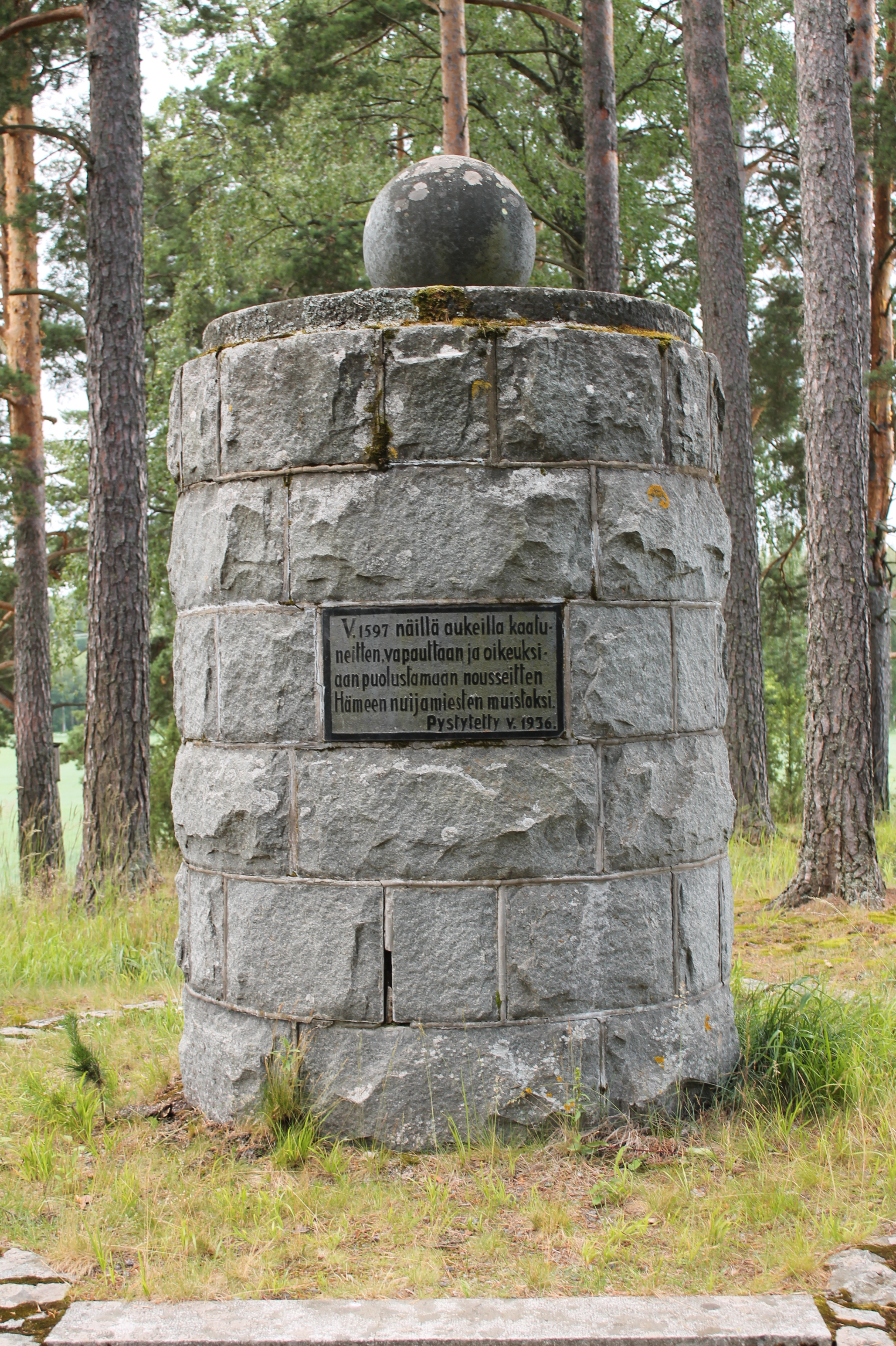
herdenkingsmonument van de "stokkenoorlog"

De Stokkenoorlog (Fins: Nuijasota, Zweeds: Klubbekriget) was een boerenopstand die plaatsvond tussen 25 november 1596 en 24 februari 1597 in de regio Österbotten in Finland, destijds een deel van het koninkrijk Zweden. De meeste deelnemers aan de opstand waren Finse boeren uit Österbotten, Tavastland en Savo. Hun tegenstanders waren goed getrainde professionele soldaten onder leiding van Clas Eriksson Fleming.
De gebeurtenissen waren onderdeel van een machtsstrijd tussen koning Sigismund en Hertog Karel, waarbij Karel de Finse boeren steunde.
De naam van deze oorlog is afkomstig van het primitieve en simpele wapentuig dat de boeren voor handen hadden, zoals stokken, dorsvlegels en strijdknotsen. De opstandige boeren en vrijbuiters hadden ook zwaarden, wat donderbussen en enkele kanonnen tot hun beschikking.

## Verloop
Een eerste opstand ontstond op kerstavond 1595 en leek succesvol maar werd kort daarop neergeslagen door de Zweedse cavalerie. In november 1596 ontstond er opnieuw oproer bij de kerk van Isokyrö, gevolgd door een oorlog begin december. De boeren uit de streek wonnen vervolgens enkele treffens met Zweedse infanteristen. De Zweedse bevelvoerder Clas Flemming begon met onderhandelingen over een bestand, maar dan wilde hij wel de overgave van hun leider Jaakko Ilkka. Ilka vluchtte vervolgens waarna het boerenleger uiteenviel, achtervolgd door het Zweedse leger. Minstens 1500 opstandelingen werden de volgende twee maanden om het leven gebracht. Samen met Jaakko Ilkka werden 5 andere rebellenleiders geëxecuteerd op 27 januari 1597.
Israel Laurinpoka werd aangeduid als nieuwe gouverneur in centraal en noord Ostrobotten en was van plan om de rebellen te steunen. Echter hij vluchtte zonder de strijd aan te gaan tegen Clas Fleming. Zonder leider trokken de opstandige boeren ten strijde bij Ilmajoki tegen het leger van Fleming op 24 februari 1597. Daar werden ze totaal verslagen: zeker 1000 boeren en vrijbuiters sneuvelden en 500 werden gevangen genomen.

### Tijdlijn
Een tijdlijn van de voornaamste gebeurtenissen:
- 25 november 1596 - "opstand bij Isokyrö", boeren verzamelen zich bij de kerk van Isokyrö en er volgt een confrontatie met Zweedse soldaten.
- 20 december 1596 - "Slag bij Ulvila", Pentti Pouttu voert een groep van 200 boeren aan tegen een Finse clan (loyaal aan de Zweden) onder Axel Kurck.
- 31 december 1596 - "Slag bij Pirkkala" ook wel slag bij Nokia genoemd, omdat de circa 500 boeren uit de richting van Nokia kwamen.
- 15 januari 1597 - "Slag bij Nyystölan", livasi Tavastin leidt Zweedse soldaten tegen 450 opstandige boeren.
- 23 januari 1597 - "Slag bij Suur-Savon", Gödik Fincken leidt zijn Zweedse soldaten tegen 550 Finse boeren.
- 24 februari 1597 - "Slag bij Ilmajoki", aan de Santavuoten heuvel sneuvelen ruim 1000 boeren, waarna de oorlog voorbij is.

## Nasleep
De Finse burgers bleven onderdrukt tot de Zweedse burgeroorlog van 1598-99. Daarna kwam Karel IX op de Zweedse troon. Karel veroverde daarna Finland op de Zweedse soldaten van Clas Fleming, die Koning Sigismund steunde, waarna het "bloedbad van Âbo" plaatsvond. Bij dit bloedbad werd Axeli Kurk gevangen genomen en Johan Fleming gedood; een zoon van Clas Erikkson Fleming, die in april 1597 al was overleden.